# Crassostrea columbiensis
Crassostrea columbiensis — вид двостулкових молюсків родини устрицевих (Ostreidae).

## Поширення
Вид поширений на сході Тихого океану від узбережжя Колумбії до Каліфорнійської затоки. Також Crassostrea columbiensis відомий у викопному стані у пліоценових відкладеннях Мексики.